# كلنكوة حادة
كلنكوة حادة (الاسم العلمي:Kalanchoe abrupta) هي نوع من النباتات تتبع جنس الكلنكوة من الفصيلة الكرسولية.